# Anisodes sublanuginosa
Anisodes sublanuginosa là một loài bướm đêm trong họ Geometridae.